# Умберто II
Умбе́рто II (італ. Umberto II; 15 вересня 1904 — 18 березня 1983) — четвертий та останній король Італії із Савойської династії. Правив трохи більше місяця (9 травня — 12 червня 1946 року), за що отримав прізвисько «Травневий король».

## Життєпис

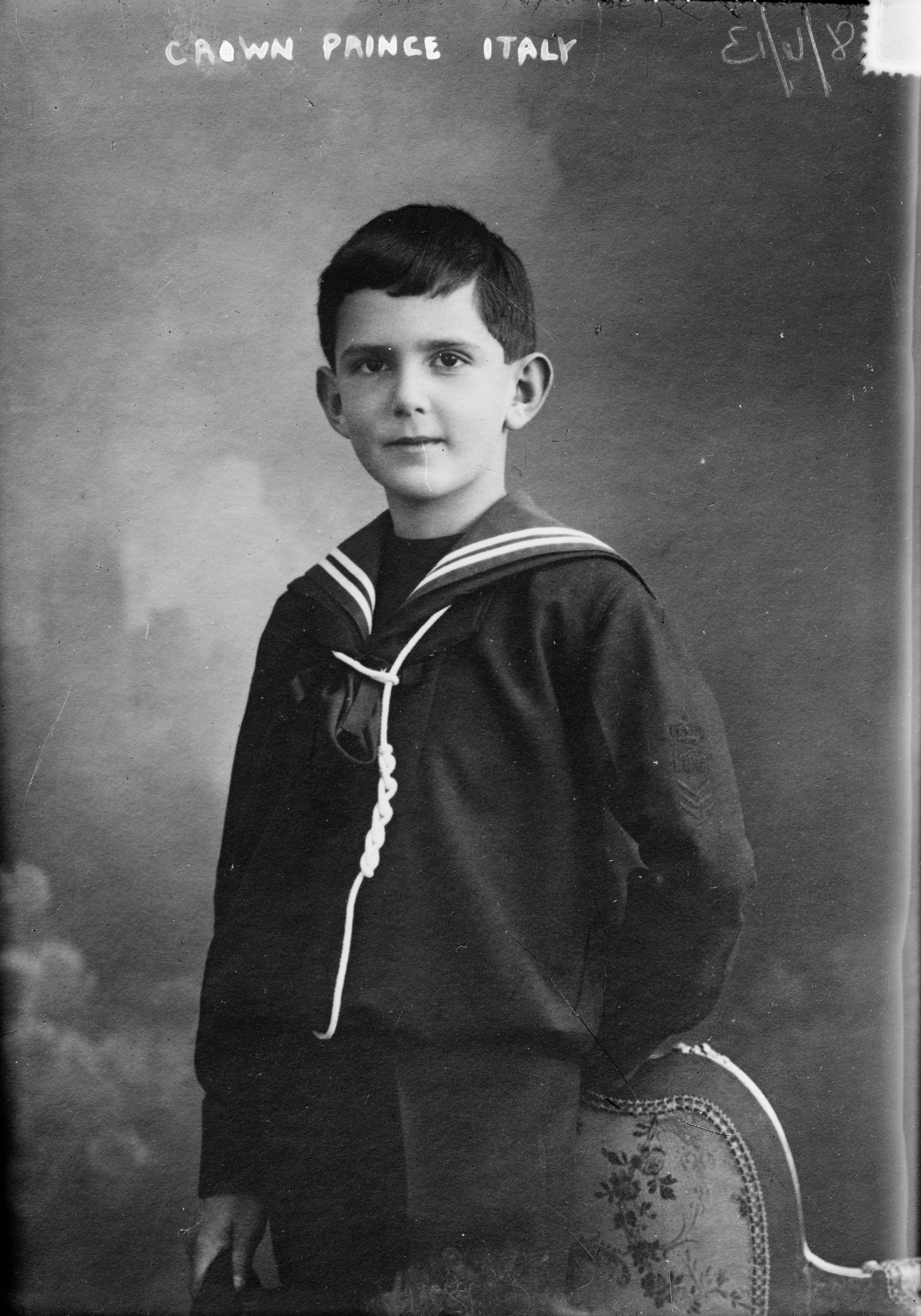
Умберто II у дитинстві

Умберто Нікола Томазо Джованні Марія ді Савойя (італ. Umberto Nicola Tommaso Govanni di Savoia), третя дитина та єдиний син третього короля Італії Віктора Емануїла III і принцеси Олени Негош-Петрович, народився 15 вересня 1904 року у Кунео в замку Ракконіджі.
У 1930 році одружився з Марією Жозе Бельгійською. Змалку він здобув гарну освіту, зокрема й військову, проходив стажування в різних військових частинах. Зробив гарну військову кар'єру, командував Південною та Північною італійськими арміями. Проте після приходу до влади в Італії фашистів роль короля суттєво зменшилася; поменшало повноважень і у принца. Де-факто військами керував Беніто Муссоліні.
Під час битви за Францію (Італійського вторгнення у Францію) Умберто командував групою армій «Захід» і показав себе невмілим воєначальником. У вересні 1943, коли німецькі війська підходили до Рима, був змушений із батьком тікати на південь Італії. В червні 1944 Рим звільнено й Умберто повернувся до столиці.
Крайня непопулярність королівської родини змусила Віктора Емануїла в 1946 відректися від влади на користь сина. Це була спроба врятувати монархію. Втім, і до того він фактично виконував обов'язки регента, а батько перебував у Єгипті. Недовге офіційне правління нового короля завершилося остаточним скасуванням монархії у результаті референдуму 2 червня (12 мільйонів італійців проголосували «За» скасування, 10 мільйонів — «Проти»).
Через 9 днів Умберто II офіційно зрікся влади й виїхав до Швейцарії. Він не мав права повернутися на Батьківщину, оскільки в 1947 році було прийнято відповідний закон, який забороняв представникам чоловічої статі Савойської династії повертатися в Італію. У вигнанні Умберто багато подорожував, жив під іменем граф ді Сарре.
У 1983 році порушено питання про дозвіл екс-королю повернутися до Італії, але того ж року він помер у Женеві.
23 грудня 1987 року, дружина Умберто отримала дозвіл повернутися, а через два роки їй була призначена пенсія вдови офіцера.
У народі Умберто II отримав прізвисько «Травневий король», оскільки реально правив він трохи більше місяця, переважно у травні 1946 року.

## Особисте життя

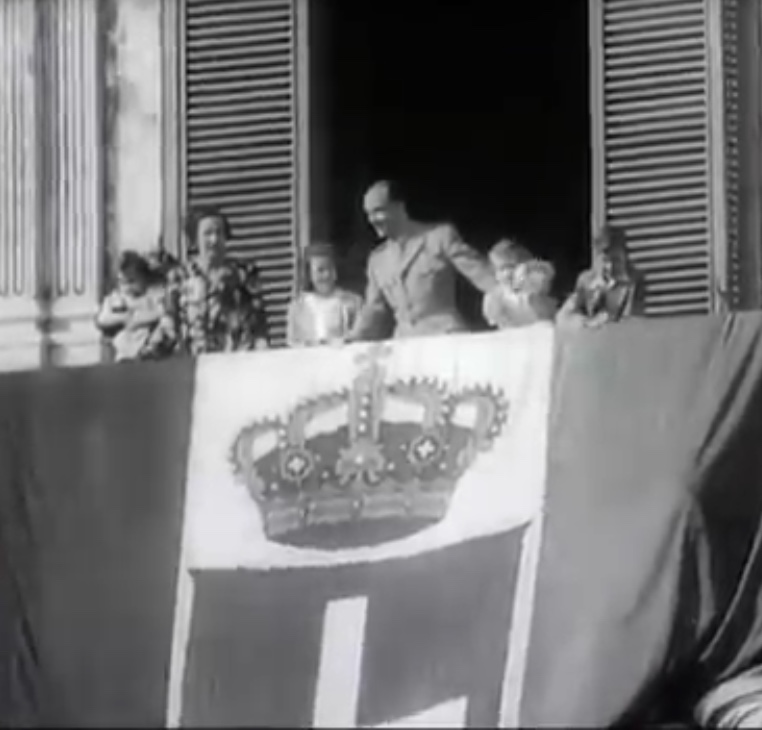
Умберто II

Замолоду у 1920-х роках був коханцем майбутнього режисера Лукіно Вісконті, мав стосунки й з іншими чоловіками.
Умберто II, з 1930 року був одружений з Марією Жозе Бельгійською (1906—2001), донькою короля Бельгії Альберта I. У них народився один син і три доньки:
- Марія Піа Савойська (1934);
- Віктор Емануїл, принц Неаполітанський (1937—2024)[8];
- Марія Габріела Савойська (1940);
- Марія Беатриса Савойська (1943).

## Нагороди

### Італія
- Вищий орден Святого Благовіщення з ланцюгом
- Орден Святих Маврикія та Лазаря, великий ланцюг
- Орден Корони Італії, великий ланцюг
- Савойський військовий орден, великий ланцюг
- Савойський цивільний орден з ланцюгом
- Колоніальний орден Зірки Італії, великий ланцюг
- Орден «За заслуги в праці» (Італія) з ланцюгом
- Орден Римського орла, великий золотий хрест з ланцюгом
- Бальї Великого хреста справедливості особливого класу (Мальтійський орден; 17 листопада 1922)
- Орден Заслуг pro Merito Melitensi, великий хрест з ланцюгом (Мальтійський орден)
- Орден Святого Януарія, великий хрест з ланцюгом
- Константинівський орден Святого Георгія, великий хрест справедливості з ланцюгом
- Орден Святого Стефана (Тоскана), великий хрест
- Орден Святого Йосипа, великий хрест

### Третє Болгарське царство
- Орден «Святі Рівноапостольні Кирило та Мефодій», великий хрест
- Орден «Святий Олександр», великий хрест з ланцюгом

### Німецька імперія
- Орден Чорного орла з ланцюгом
- Орден Червоного орла, великий хрест
- Орден Святого Губерта
- Орден Золотого лева з ланцюгом

### Греція
- Орден Спасителя, великий хрест
- Орден Святих Георгія і Костянтина, великий хрест з ланцюгом

### Португалія
- Орден Христа, великий хрест
- Орден Вежі й Меча, великий хрест з ланцюгом

### Румунія
- Орден Михая Хороброго 1-го класу (26 липня 1943)
- Орден Кароля I, великий хрест з ланцюгом

### Російська імперія
- Орден Андрія Первозванного з ланцюгом
- Орден Святого Олександра Невського
- Орден Білого Орла (Російська імперія)
- Орден Святого Станіслава 1-го ступеня
- Орден Святої Анни 1-го ступеня
- Орден Орла Грузії, великий хрест

### Іспанія
- Орден Золотого руна (19 листопада 1923)
- Орден Карлоса III, великий хрест з ланцюгом

### Ватикан
- Єрусалимський Орден Святого Гробу Господнього, великий хрест з ланцюгом
- Верховний орден Христа, великий хрест з ланцюгом (2 січня 1932)

### Інші країни

#### Foreign honours[edit source]
- Орден Леопольда I, великий ланцюг (Бельгія)
- Орден Слона (Данія; 31 серпня 1922)
- Орден князя Данила I, великий хрест особливого ступеня (Чорногорія)
- Орден Святого Олафа, великий хрест (Норвегія)
- Орден Білого Орла (Польща)
- Орден Серафимів (Швеція; 7 вересня 1922)
- Орден Королівського дому Чакрі (Таїланд; 26 березня 1933)
- Королівський вікторіанський ланцюг (Британська імперія)
- Орден Зірки Карагеорія, великий ланцюг (Королівство Югославія)